# Parmastomyces mollissimus
Parmastomyces mollissimus är en svampart som först beskrevs av René Charles Maire, och fick sitt nu gällande namn av Zdeněk Pouzar 1984. Parmastomyces mollissimus ingår i släktet Parmastomyces och familjen Fomitopsidaceae.  Arten är reproducerande i Sverige. Inga underarter finns listade i Catalogue of Life.